# 大田南畝
大田南畝（日语：／ Ōta Nanpo */?，1749年4月19日—1823年5月16日），狂歌名四方赤良，日本江戶時代后期狂歌诗人。